# Leioscyta ferruginipennis
Leioscyta ferruginipennis är en insektsart som beskrevs av Goding. Leioscyta ferruginipennis ingår i släktet Leioscyta och familjen hornstritar. Utöver nominatformen finns också underarten L. f. testacea.